# Vostok (illa)
Vostok (en anglès, Vostok Island) és una illa coral·lina deshabitada situada al centre de l'oceà Pacífic. Forma part de les illes de la Línia i administrativament pertany a Kiribati. També es coneix com a Anne Island, Bostock Island, Leavitts Island, Reaper Island, Wostock Island o Wostok Island.
Està protegida com a Vostok Island Wildlife Sanctuary (Reserva natural salvatge de l'illa Vostok).

## Geografia

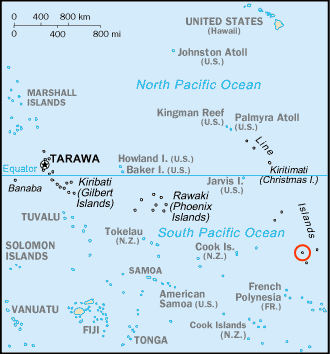
Vostok (encerclada i a la dreta) se situa al sud-est de Kiribati

Vostok està situada a uns 158 km al nord-oest de l'illa Flint i a uns 230 km a l'oest de l'illa Carolina, ambdues també pertanyents a les illes de la Línia. L'illa habitada més propera és Penrhyn, que es troba a uns 621 km a l'oest. Vostok té una forma triangular, amb una longitud màxima de 700 m, una amplada màxima de 600 m, una  superfície de 0,24 km2 i el seu punt més alt arriba a 5 m sobre el nivell del mar.
Gran part de l'illa està envoltada per un escull de corall, fet que en dificulta l'accés per via marítima, i les platges tenen una amplada de 25 m a 30 m. A l'interior de l'illa no hi ha cap llacuna ni tampoc es coneix l'existència d'aigua dolça, ni en superfície ni en el subsòl.

## Història
No hi ha evidència que l'illa hagi estat habitada abans de l'arribada dels europeus. Els pobladors de les illes Manihiki i Penrhyn, les més properes habitades, van respondre en entrevistes fetes l'any 1924 que no coneixien l'illa i que no tenia nom.
L'illa va ser albirada per primera vegada el 3 d'agost de l'any 1820 per l'explorador rus Fabian Gottlieb von Bellingshausen, tot i que mai hi va posar els peus. La va anomenar pel seu vaixell Vostok (nom que significa "orient" o "est" en rus). En les següents dècades, diversos baleners van veure l'illa i, en creure que l'havien descobert, van anomenar-la com a Stavers Island, Reaper Island, Leavitts Island o Anne Island.
Segons la Llei d'Illes Guaneres (en anglès Guano Islands Act) de l'any 1856, aprovada pel Congrés dels Estats Units i que permetia als ciutadans dels Estats Units prendre possessió de illes amb dipòsits de guano, Vostok era reclamada com a pertanyent a aquest país, tot i que la possessió no es va fer mai efectiva. A més, a diferència de les illes Flint i Starbuck, també pertanyents a les illes de la Línia, mai s'hi va explotar el guano.
Vostok va formar part de la colònia britànica anomenada Illes Gilbert i Ellice, fins que el 1979 va passar a formar part del nou estat independent de Kiribati.

## Flora
L'illa pertany a l'ecoregió definida pel WWF "Selves tropicals de la Polinèsia Central". Gran part de l'illa està recoberta per arbres del gènere Pisonia, concretament Pisonia grandis, els quals proliferen en un sòl humit i de torba del voltant d'un metre de gruix.  Aquests arbres, amb una alçada màxima d'uns 20 m, formen un bosc tan dens que pràcticament impedeix que proliferin altres espècies de plantes. La resta de la vegetació de l'illa està formada per Boerhavia repens i Sesuvium portulacastrum, les quals ocupen les vores del bosc i la zona costanera.
L'any 1922 es va intentar plantar-hi cocoters, però no van tirar endavant tot i que s'havien establert amb èxit a les illes veïnes de Flint i Carolina.

## Fauna
La fauna de l'illa comprèn diverses espècies d'aus marines, entre les quals es troben el mascarell cama-roig (Sula sula), el mascarell emmascarat (S. dactylatra), el mascarell bru (S. leucogaster), la fregata gran (Fregata minor), la fregata petita (F. ariel), el nodi negre (Anous minutus), el nodi gros (A. stolidus) i el xatrac blanc (Gygis alba). La fauna terrestre es completa amb un mamífer, la rata de la Polinèsia (Rattus exulans), dos rèptils, l'escíncid Emoia cyanura i la tortuga verda (Chelonia mydas), així com un crustaci, el cranc dels cocoters (Birgus latro).

## Galeria

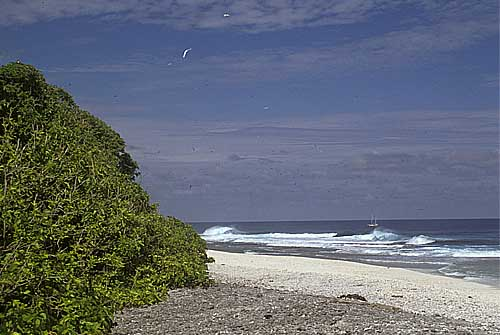
Vista de l'oceà Pacífic des de la costa oest de l'illa
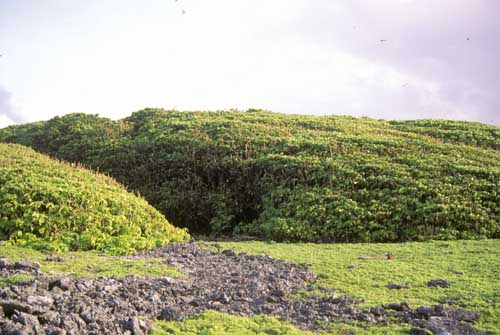
Arbres del gènere Pisonia modelats per l'acció del vent
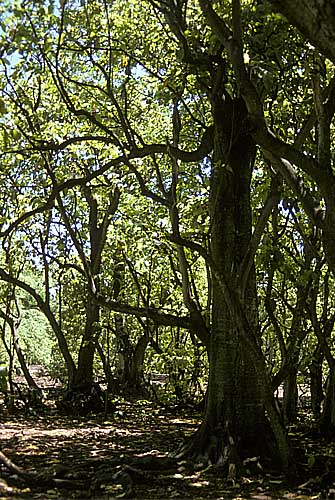
Interior d'un bosc de Pisonia grandis
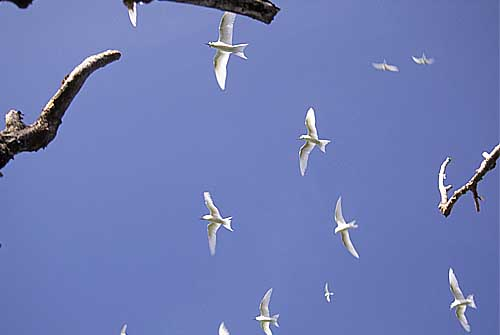
Xatrac blancs (Gygis alba) volant sobre l'illa